# Jaffar Express
Der Jaffar Express (Urdu: جعفر ایکسپریس) ist ein täglich verkehrender Schnellzug der Pakistan Railways zwischen Quetta und Rawalpindi in Pakistan.

## Geschichte
Der Zug wurde nach Mir Jaffar Khan Jamali benannt, der einer der führenden Köpfe der Muslimliga war. Der Zug wurde am 16. April 2003 von Ministerpräsident Zafarullah Khan Jamali eingeweiht. Er verkehrt über 1458 Kilometer auf der Breitspurstrecke Quetta–Rawalpindi. Halte sind Sibi, Sukkur, Multan und Lahore.
Der Jaffar Express bietet Plätze in der Economy und der Business Class, die Fahrzeit für die Gesamtstrecke beträgt ungefähr 28 Stunden und 30 Minuten.

### Anschläge
Der Schnellzug war immer wieder Ziel von Anschlägen:
- Am 16. August 2013 starben zwei Menschen bei einem Raketenangriff durch die Balochistan Liberation Army in Dozan, einem Vorort von Machh in Belutschistan, kurz vor der Einfahrt in den Bahnhof von Bolan.[5]
- Am 21. Oktober 2013 wurden bei einem Bombenanschlag im Naseerabad Distrikt sieben Menschen getötet und 17 weitere verletzt.[6]
- Am 8. April 2014 explodierte im Bahnhof von Sibi eine Bombe der Terrororganisation United Baluch Army. Bei dem Anschlag kamen 16 Menschen ums Leben.[7]
- Am 20. Januar 2023 entgleiste ein Zug nach einem Bombenanschlag. Es wurden mindestens 13 Menschen verletzt.[8]
- Am 11. März 2025 wurde der Jaffar Express nahe dem Bahnhof Mushkaf von Kämpfern der Balochistan Liberation Army überfallen und mehr als 400 Passagiere als Geiseln genommen. 21 Geiseln und 33 Angreifer wurden getötet, bevor Sicherheitskräfte die Geiselnahme beendeten.[9]